# Half-Life 2
Half-Life 2 (HL2) es la continuación del videojuego Half-Life, una videoaventura de disparos en primera persona. Anteriormente el videojuego se vendía junto a Counter-Strike: Source la secuela de Counter-Strike con el nuevo motor gráfico (Source) y el motor físico (Havok) implantados y los niveles totalmente rediseñados. Actualmente se puede comprar a través del paquete The Orange Box, que incluye el juego y sus respectivas continuaciones (Episodio Uno y Episodio Dos) y también incluyen Team Fortress 2 y Portal, también creados por Valve. Se publicó el 16 de noviembre de 2004, aunque ya podía descargarse semanas antes mediante Steam. Fue premiado como el juego de la década en el aniversario número 10 de los VGA awards.

## Desarrollo y lanzamiento
En septiembre de 2003, Gabe Newell anunció que una gran parte del código fuente del juego había sido robado por un hacker muy famoso y conocido que se llamaba Axel Gembe [cita requerida]. Además, el mismo hacker creó una beta del juego y se la envió a un amigo, quien la publicó en Internet para que fuese accesible a todo el mundo a través de las redes P2P. Tras el robo del código fuente, Valve se puso de inmediato a trabajar en una versión final del juego, en la cual reprogramaron ciertas partes del juego. Tras muchos retrasos y una nueva puesta en escena en el E3 2004, finalmente se distribuyó el 16 de noviembre de 2004, por tiendas y por Steam (la cual se saturó debido a las descargas).

## Historia

La letra λ es el logotipo del 'Complejo Lambda'.

La historia del juego transcurre, aproximadamente, 20 años después de Half-Life. Gordon Freeman aceptó trabajar para G-Man tras derrotar a Nihilanth, tras lo cual fue puesto en un estado de hibernación, donde ha quedado congelado en el tiempo. Se creía que la destrucción de Nihilanth acabaría con la Tormenta de Portales, pero no fue así. Su muerte creó una nueva e inestable tormenta de portales que se extendió por todo el mundo, transportando a gran parte de las criaturas de Xen a la Tierra. Los Xenianos habían sido anteriormente conquistados por otra raza alienígena llamada La Alianza.
La Alianza (The Combine, en inglés), es una fuerza interdimensional, formada por razas modificadas de todos los mundos que conquistan, es decir, una multi-raza o raza híbrida, que ha conquistado infinidad de mundos y universos. Al conquistar un planeta la Alianza transforman y reprograman a algunos nativos (preferentemente la especie dominante y la que más inteligencia posee), dejando un ejército y un administrador que dirija la conquista y se encargue de eliminar todo tipo de resistencia, para luego marcharse a conquistar otros mundos. La fuerza agresora oprime a los seres que todavía no se han convertido, para que pasen a ser parte del ejército. Una vez que todos han sido convertidos y la resistencia eliminada, los seres originales de la Alianza ocupan el planeta.
Nihilant controlaba mentalmente a los Vortigaunts (que en realidad son criaturas racionales y pensantes, a diferencia de los Headcrabs, Bullsquid, etc, que son salvajes) mediante los brazaletes que observamos que ellos poseen en la primera entrega del juego. Con la muerte de Nihilant a manos de Gordon Freeman, los Vortigaunts quedan liberados de sus cadenas y son teletransportados junto con los demás Xenianos a la Tierra. Al enterarse de esto, La Alianza manda un ejército a conquistar la Tierra (planeta que hasta el momento no habían tenido en cuenta, pero descubrieron así el gran potencial que puede haber entre sus habitantes), para conquistar a los humanos y también a los xenianos.
La Alianza vence a las fuerzas terrestres en una guerra conocida como la "Guerra de las Siete Horas", masacre en la que derrota a la tierra y consigue su rendición en tan solo siete horas. Tras ello, la Alianza nombra al Dr. Wallace Breen, el antiguo director de Black Mesa, como "Administrador" de la Tierra y se establecen varias ciudades, las cuales sirven como campos de concentración, entre ellas podemos mencionar Ciudad 17, la sede de su nueva administración. La elección del Dr. Breen no es casual, ya que según parece conspiró junto a la Alianza para generar la apertura del portal durante los experimentos con 'materiales anómalos' en el primer Half-Life. 
Para propagar la invasión mundial, en las diversas ciudades se erigen gigantescas torres a modo de fortalezas que se extienden sobre las zonas urbanas circundantes y que se mantienen "limpias" de las criaturas salvajes Xen que han invadido el resto del mundo; cada una de estas estructuras son conocidas como "ciudadelas". Estas fortalezas actúan a modo de gigantescos guetos que acogen a parte de los humanos supervivientes, los cuales son manipulados y adoctrinados por las fuerzas de la Alianza para mantenerlos bajo control. Desde la ciudadela de Ciudad 17, el Dr. Breen y los "Consejeros" ("Advisors", en inglés), entes con forma de gusano que son los verdaderos líderes, dirigen la siguiente fase de su conspiración contra la Tierra.
Durante los meses siguientes a la invasión parte de los humanos es capturada y mutada. Sus cuerpos y mentes son reprogramados para entrar a formar parte del ejército de despliegue rápido en la Tierra, imponiendo así el cruel dominio de La Alianza. Estas fuerzas son conocidas como la "Vigilancia" (Combine Overwatch, en inglés) o "La Fuerza Transhumana". Otros humanos no aptos para formar parte de este grupo militar fueron reconvertidos y adaptados para trabajos de otro tipo. Sus cuerpos se convirtieron en frágiles carcasas vacías que sólo sirven a los propósitos de la Alianza, aunque dejaban la forma corpórea del humano que habían reconvertido. Estos entes responden al nombre de "Acechadores" (Stalkers en inglés) y se los puede ver tanto al final del juego original como durante la expansión Episodio Uno, donde el jugador debe enfrentarlos. También están las fuerzas Synth, criaturas alienígenas de grandes proporciones que también fueron transformadas y reprogramadas, entre ellas están los "Zancudos" (Striders en inglés), las "Naves de ataque" (Gunships) y "Naves de transporte Combine" (Dropships). Finalmente, para mantener el orden en las ciudades conquistadas la Alianza dispone de una fuerza de humanos sin modificaciones que se alistan voluntariamente en busca de una vida mejor como pseudopolicías y mantienen el orden en las ciudadelas. Ellos responden al nombre de "Protección Civil", o Metrocops en su idioma original.
Sin embargo, no todos los humanos son sometidos. Grupos de rebeldes se unieron para formar una Resistencia contra los Combine y desde el inicio de la invasión han intentado (con cierta dificultad) hacer frente al Imperio. 
Al comienzo del juego, el G-Man saca a Gordon de su estado de hibernación y este despierta en un tren a punto de llegar a Ciudad 17. En el camino se encontrará con antiguos compañeros de su etapa de trabajo en Black Mesa como Barney Calhoun, el Dr. Eli Vance, el Dr. Isaac Kleiner, etc., los cuales aparecen envejecidos por el paso de los años. La misión de Gordon será, junto con la Resistencia y sus “viejos amigos”, hacerle frente La Alianza e intentar sacar a la Humanidad de la situación en la que está metida.

### Capítulos
«Manos a la obra, señor Freeman, manos a la obra. No quiero decir que se haya dormido en los laureles en el trabajo. Nadie se merece más un alto en el camino y todos los esfuerzos realizados habrían sido en vano hasta que... Hmmm...  Bueno... Digamos que otra vez ha llegado su hora. El hombre adecuado en el sitio equivocado puede cambiar el rumbo del mundo. Despierte, señor Freeman. Despierte y mire a su alrededor»
G-Man al comienzo de Half Life 2.

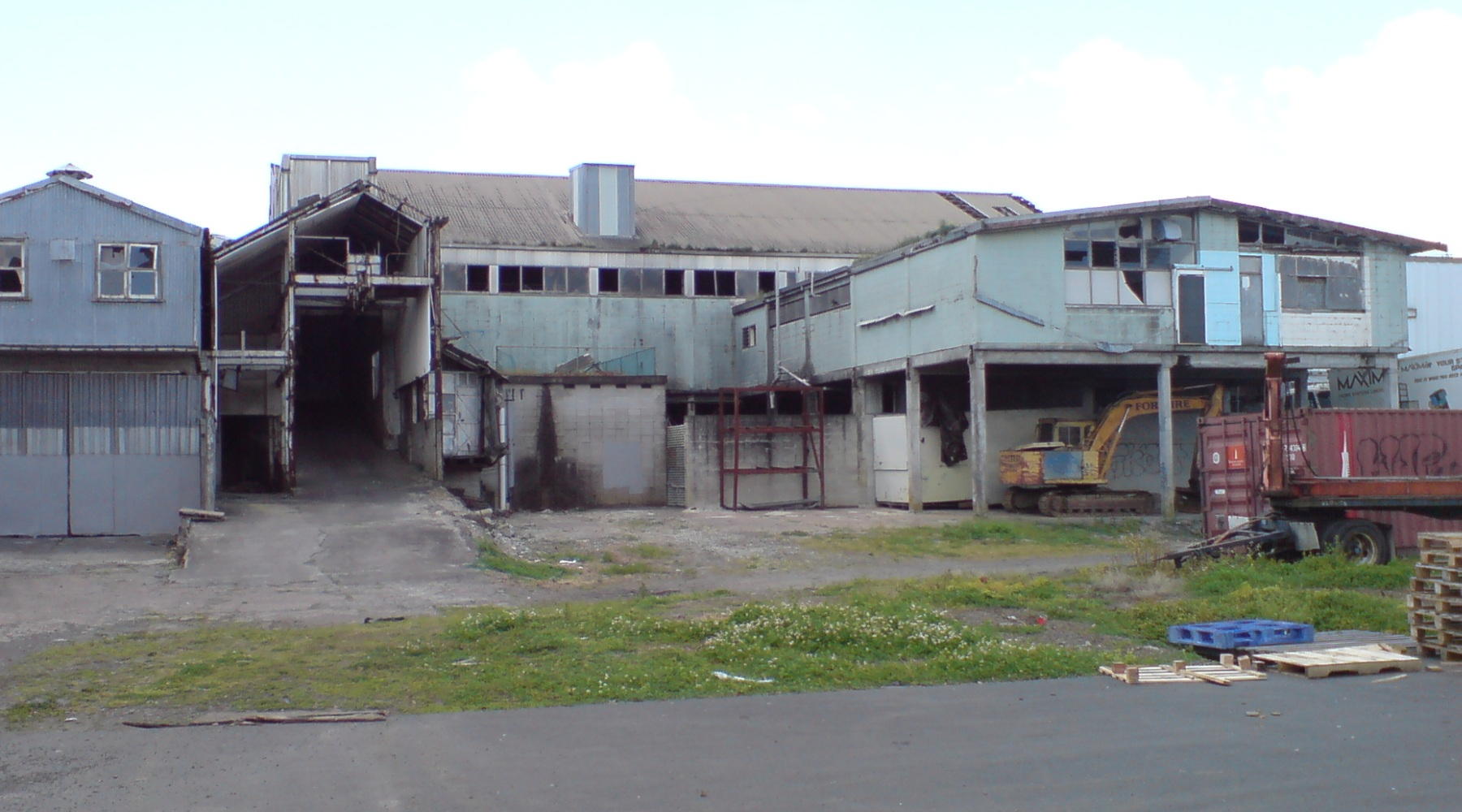
Casas y fábricas de Auckland City, Nueva Zelanda que se parecen mucho a las que aparecen en Half-Life 2.

- Punto de inserción: Gordon despierta a bordo de un tren y baja en Ciudad 17. Allí, un oficial de Protección Civil lo lleva a una cámara de torturas, pero antes de ejecutar a Gordon, el policía se quita la máscara y se revela que es Barney Calhoun, quien colabora con la Resistencia y está infiltrado en las fuerzas de Protección Civil. Barney le dice a Gordon que vaya hasta el Laboratorio del Doctor Kleiner (amigo de Gordon y excientífico de Black Mesa). Gordon consigue escabullirse, sin embargo los soldados de la protección civil lo persiguen y acorralan, pero justo a tiempo Alyx Vance (hija de Eli Vance) aparece para salvarlo. Más tarde los dos entran al Laboratorio del Doctor Kleiner.
- "Un día memorable": En el laboratorio Gordon se encuentra con su antiguo colega y tutor, el doctor Isaac Kleiner, y luego de recibir su nuevo traje H.E.V. hacen un intento para teletransportar a Alyx al complejo "Black Mesa Este" y lo logran. Pero al momento de intentar teletransportar a Freeman, la simpática mascota del doctor Kleiner (Un Headcrab domesticado llamada Lamarr) hace que la máquina falle y lo envíe momentáneamente a la oficina del Doctor Breen, quien al verlo avisa a sus superiores de que Gordon Freeman ha llegado a Ciudad 17. Luego, Gordon se encuentra fuera del laboratorio del Doctor Kleiner, donde Barney le da la palanca para combatir contra la Protección Civil. A partir de aquí, Gordon debe hacer su camino a través de los canales de la ciudad para llegar al laboratorio del Dr. Eli Vance.
- Ruta del Canal: Mientras navega los canales de la Ciudad 17, Gordon es perseguido a pie por los soldados y por un helicóptero. Mientras, va eliminando una gran cantidad de efectivos de protección civil hasta que consigue un hidrodeslizador en un centro rebelde diezmado por un ataque de Headcrabs y sigue su camino por los canales.
- Peligro de agua: El hidrodeslizador es rápidamente divisado por la Vigilancia y perseguido por el helicóptero de asalto. Al pasar por una base rebelde, un Vortigaunt instala en el vehículo una ametralladora láser que perteneció una vez a un helicóptero de la Alianza. Usándola, Gordon logra derribar al helicóptero y escapar de los límites de Ciudad 17.
- Este de Black Mesa : Al llegar a Black Mesa Este, se encuentra con el Dr. Eli Vance y la Doctora Judith Mossman, y se reúne con Alyx. Ella le da a Gordon un arma originalmente diseñada para manejar desechos tóxicos llamada "Manipulador de Campos de Energía Cero" o Pistola de Gravedad (Gravity Gun en inglés) e instruye a Gordon en su utilización mientras le presenta a Dog, su robot "mascota" gigante. Durante el entrenamiento, el laboratorio es atacado por las fuerzas de la Alianza, y Gordon se ve forzado a escapar a través de un viejo túnel, el cual conduce a una antigua ciudad minera hasta no hace mucho habitada por rebeldes, llamada Ravenholm.
- "No vamos a Ravenholm...": Un ataque biológico por parte de la Alianza con headcrabs convirtió a Ravenholm en un lugar desolado, atestado de asaltacabezas y de zombis, donde el peculiar Padre Grigori es el último superviviente humano, aunque la situación le ha hecho perder totalmente la cabeza. Gordon avanzará a través de Ravenholm ayudado por Grigori, quien además le proporciona un arma nueva: la escopeta. Finalmente Freeman es conducido por Grigori hasta una mina para huir de la ciudad. Sin embargo en el último momento, Grigori decide quedarse en Ravenholm, ya que como dice él, "un pastor debe guiar a su rebaño". Al salir de allí se encuentra con varios soldados transhumanos, a los que Gordon debe matar o eludir para llegar a una estación rebelde.
- Carretera 17: En la estación rebelde, Alyx alerta mediante comunicación por radio de que Eli fue capturado y llevado al antiguo complejo carcelario de Nova Prospekt. En dicha estación le dan a Gordon un buggy para viajar hasta Nova Prospekt. Más tarde, Freeman llega a una base de resistencia en donde se encuentra con el Coronel Odessa Cubbage. Éste le da un lanzamisiles con el cual evita el ataque de las naves de la Alianza. Llega hasta un gran puente donde debe desconectar las barreras de energía para poder llegar hasta el faro.
- Bunkers: En el faro, Gordon deja su buggy y nuevamente hace frente a un ataque aéreo. A partir de aquí, el viaje se hace a pie y se torna más difícil a causa de la aparición en escena de las hormigas león y una Hormiga león guardiana. Tras vencer a esta última, un Vortigaunt extrae unas feromonas de la Guardiana de las hormigas león y se las da a Gordon, permitiéndole comandarlas.
- Nova Prospekt: A continuación Gordon llega a Nova Prospekt, donde atravesará el siniestro complejo de edificios que conformaban una antigua cárcel al tiempo que combate contra varios Guardias de la Prisión y torretas automáticas de La Alianza utilizando la ayuda de las Hormigas león. En dos ocasiones se presentan Hormigas león guardianas.
- Afieltrado: Gordon se encuentra con Alyx y llegan hasta donde están el Dr. Vance y la Dra. Mossman por medio de las artimañas tecnológicas de Alyx. Luego ponen a Eli en un teletransportador de la Alianza, pero la Dra. Mossman los traiciona, reprogramando el teletransportador y yendo junto con Eli ante el Dr. Breen. Después, Alyx vuelve a reprogramar el teletransportador y se teletransporta junto con Freeman al Laboratorio del Doctor Kleiner, durando el tiempo de teletransporte una semana, cuando para ellos sólo duró apenas unos segundos.
- Anticiudadano Uno: Los siguientes momentos del juego se llevan a cabo a través de Ciudad 17. El golpe que Gordon y Alyx dieron en Nova Prospekt causó una revolución total, haciendo que casi todos los ciudadanos se unan a la resistencia. Gordon Freeman va con ayuda de varios rebeldes, combatiendo contra las fuerzas transhumanas hasta encontrarse con Barney, sin embargo Alyx es capturada por la Alianza.
- "Sigan a Freeman": Gordon es informado de que Barney ha sido descubierto y que se ha debido atrincherar en la última planta de un edificio, pues tiene francotiradores que no le permiten moverse. Tras eliminarlos, Gordon y Barney siguen su camino hasta un viejo "banco", ahora nexo de la Alianza, donde Gordon destruye un cañón de impulsos. Luego, se separa de Barney y hace frente a algunos Zancudos con la ayuda de los Rebeldes. Gordon se vuelve a encontrar con Barney y Dog. Barney le dice que Alyx fue llevada a la Ciudadela junto con su padre. Seguidamente, Gordon se adentra en la Ciudadela.
- Nuestros benefactores: Sin que la Alianza lo sepa, Gordon ingresa a una cápsula de prisioneros para moverse por la Ciudadela sin despertar sospechas. Pronto cae a un campo gravitatorio que confisca y destruye todas sus armas menos la pistola de gravedad, que se sobrecarga y adquiere un gran poder, capaz de manipular y desintegrar enemigos fácilmente. Tras esto, Gordon debe llegar hasta el despacho del Dr. Breen, en lo alto de la Ciudadela, por lo que se deja capturar y ser llevado allí.

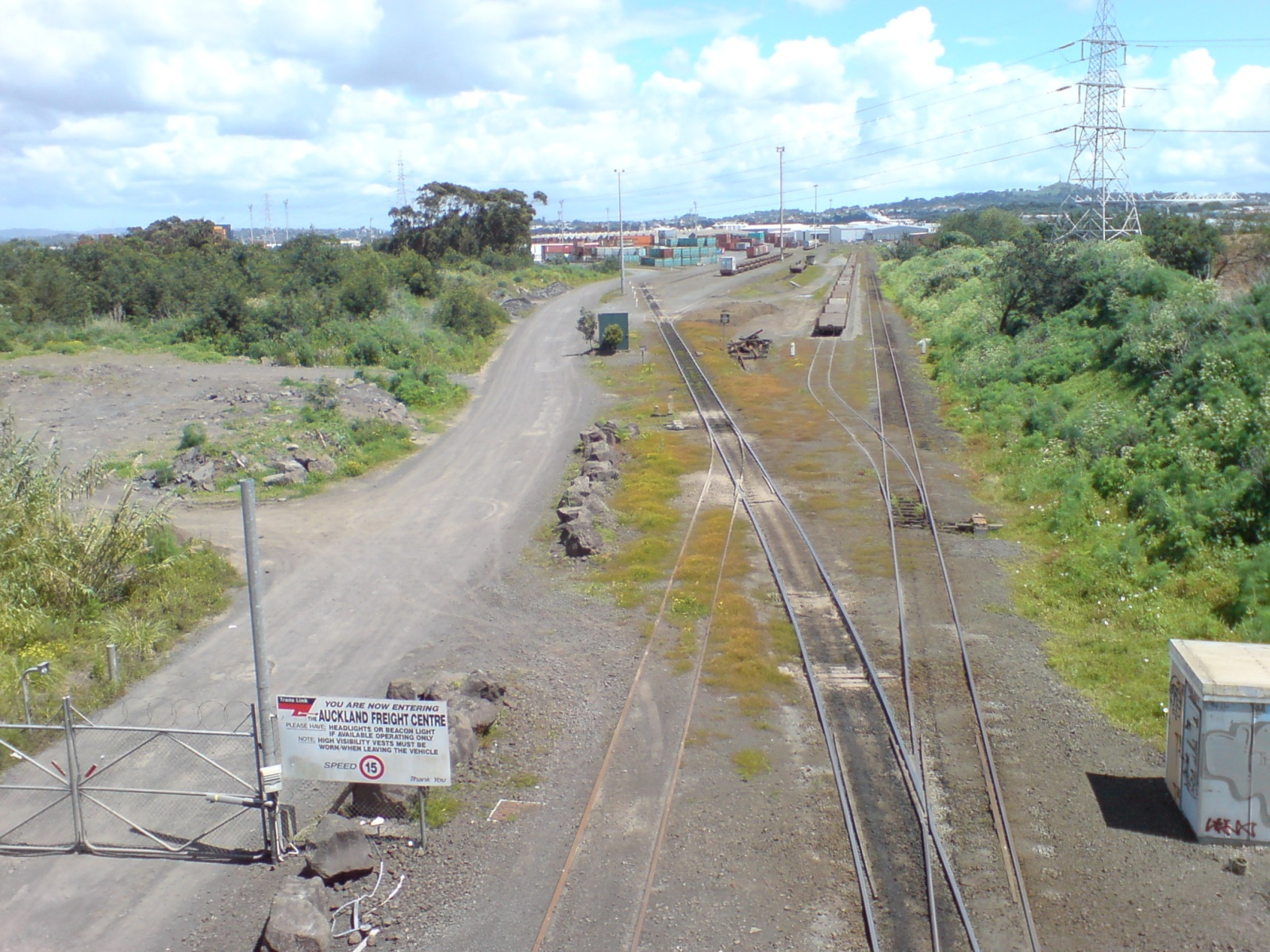
Líneas de trenes de Auckland City, Nueva Zelanda que tienen gran semejanza con las que aparecen en Half-Life 2.

- Energía residual: El Dr. Breen quiere enviar a Alyx y a Eli a través de un portal de La Alianza y hacer un trato con Freeman para que este se convirtiera en el líder de la resistencia y se encargue de la rendición de ésta. Pero la doctora Mossman libera a Eli, Alyx y Gordon. El Dr. Breen intenta escapar hacia el Universo de La Alianza. Finalmente con la ayuda de Alyx destruyen el teletransporte, y con él aparentemente al Dr. Breen. Justo cuando se inicia una violenta explosión que está a punto de matar a Alyx y a Gordon, G-Man aparece y salva a Gordon poniéndolo de vuelta en estado de "hibernación", al tiempo que dice tener un nuevo trabajo para él, ya que recibió una "interesante oferta" por sus servicios, marchándose sin aclarar nada más.

(La historia continúa en Half Life 2: Episode One)

## Personajes

### Gordon Freeman
Artículo principal: Gordon Freeman
Al igual que el juego anterior, Gordon Freeman es el protagonista de la historia. Después de despertar de su estado de hibernación, es el encargado de ser el principal arma y símbolo de la resistencia humana frente a las fuerzas de la Alianza. En los primeros niveles, la Alianza estaba todavía al mando, y Gordon era perseguido. Tras el nivel "Nova Prospekt", la situación cambia drásticamente. Gordon deja de huir y enfrenta a la Alianza, esto se refleja en los niveles que siguen como el "Anticiudadano Uno" o "¡Seguid a Freeman!".

### Alyx Vance
Artículo principal: Alyx Vance
Alyx es la hija de Eli Vance y su fallecida esposa Azian Vance. Alyx es retratada como una mujer joven de 20 a 25 años. Cuando ocurrió el incidente ella era apenas una niña, y de no ser por el G-Man, ella hubiese muerto con su padre. Ella es actualmente una figura destacada en la resistencia humana contra La Alianza, y también compañera de Gordon, quienes tienen un lazo muy fuerte. Ella también tiene una mascota robot llamada Dog, quien la ha protegido de varios peligros

### Eli Vance
Artículo principal: Eli Vance
Padre de Alyx Vance y esposo de la fallecida Azian Vance, y antiguo compañero de Gordon Freeman en Black Mesa. Eli es el líder y fundador de la Resistencia Lambda, conformada por humanos y vortigaunts, quien logró convencerlos para unirse en contra del régimen de la Alianza.

### Barney Calhoun
Artículo principal: Barney Calhoun
Protagonista de Half Life Blue Shift. Antiguo guardia de seguridad de Black Mesa y amigo de Gordon Freeman, a quien le debe una cerveza. Actualmente es un líder militar de la resistencia y trabaja encubierto como un soldado de la Alianza, manteniéndolos alejados del laboratorio del Doctor Kleiner.

### Isaac Kleiner
El doctor Kleiner fue un empleado de Black Mesa, antiguo tutor de Gordon y uno de los pocos sobrevivientes del incidente. Actualmente es uno de los líderes de la Resistencia, con su laboratorio secreto instalado en la Ciudad 17. Él tiene una mascota Headcrab domesticada llamada Lamarr.

### Judith Mossman
Artículo principal: Judith Mossman
Judith Mossman una científica de la resistencia, operando en Black mesa este, sin embargo está aliada con el Dr. Breen. Ella parece tener cierta preferencia hacia Eli, siendo lo que, al final del juego, hace que recobre la cordura y ayuda a Gordon, Alyx y Eli a escapar de Breen.

### Dog
Artículo principal: Dog
Dog es la mascota robot de Alyx, quien fue construido por Eli para protegerla cuando ella era una niña, aunque al correr de los años Alyx le fue añadiendo mejoras. Dog es increíblemente fuerte siendo capaz de levantar (momentáneamente) una muralla de la Alianza.

### Odessa Cubbage
El Coronel Odessa Cubbage es un miembro de la resistencia ubicado en la costa, en una base, la cual el dirige, llamada Nueva Pequeña Odessa. A pesar de lo que dice, su posición de coronel es cuestionable.

### Padre Grigori
El padre Grigori es el único sobreviviente de Ravenholm luego de que la ciudad fuese atacada por La Alianza, y a pesar de estar demente, Grigori es amigable y es un cristiano ortodoxo. Y al juzgar por lo que dijo, ya ayudó a varias personas a escapar de Ravenholm antes de que Gordon llegara.

### Wallace Breen
Wallace Breen es el administrador de la tierra y líder de las fuerzas de la Alianza del planeta. Anteriormente era el administrador de Black Mesa, y aparentemente el (con la ayuda del G-Man) orquesto el incidente. Luego de la guerra de siete horas, Breen negocio la rendición de la tierra y la Alianza lo convirtió en el administrador de la Tierra.

### G-Man
Artículo principal: G-Man
G-Man es el enigmático personaje de Half-Life, siempre observando a Gordon desde la distancia. No fue hasta el final de Half-Life que G-Man se encuentra cara a cara con Gordon, a quien le ofrece un "empleo" de parte de sus "Jefes". Luego de que Freeman acepta, G-Man lo pone en animación suspendida durante 20 años. Al final de Half-Life 2, G-man salva a Gordon de la explosión de la ciudadela diciéndole que debido a sus acciones, recibió varias ofertas por sus servicios. Tras decir su monólogo, vuelve a poner a Gordon en estado de hibernación.

## Listado de armas
El armamento que se encuentra en el juego está dividido en 6 menús categóricos. La mayoría tienen otro mecanismo de disparo con la acción secundaria.

### Grupo I: Armas predeterminadas
- Palanca: Es el arma por defecto del personaje principal, y la más característica del mismo. No hace mucho daño pero puede asestar rápidos golpes sin parar. Se ha convertido en uno de los iconos tanto del personaje como de la saga.

- Cañón de Energía Punto Zero: Pistola gravitatoria: Una de las nuevas armas del juego. Creada inicialmente para la manipulación de residuos peligrosos, es capaz de manipular una gran cantidad de objetos (inertes) de distinto tamaño pudiendo incluso lanzarlos como arma arrojadiza. Tanto al final de Half-Life 2 como al principio del siguiente juego Half-Life 2: Episode One, esta arma se transforma en el Cañón de energía oscura cuando fortuitamente ve alteradas algunas de sus características debido a una descarga energética, pudiendo utilizarse con objetos vivos de modo que permite interactuar directamente con los enemigos.

- Cañón de Energía Oscura: Pistola gravitatoria: Esta es la pistola gravitatoria original que debido a una descarga energética fortuita sufre una importante modificación que le confiere nuevas propiedades y características. El principal cambio es que ahora el arma puede manipular objetos vivos (enemigos) de modo que al utilizar el modo de disparo principal el arma repele a los enemigos matándolos de forma instantánea (por lo que parece, mediante electrocución) y desintegrando las armas que porten. El disparo secundario atrae a los enemigos situados a larga distancia, acabando con ellos de manera similar. Asimismo, los dos modos de disparo anteriormente mencionados se ven mejorados pudiendo coger y lanzar objetos de mayor tamaño y a mayor distancia (por ejemplo, es posible arrancar paneles de control de las paredes o sostener esferas de energía) y manipular libremente a los enemigos atrapados con el cañón de energía.

### Grupo II: Armas ligeras
- Heckler & Koch USP Match 9mm: Una pistola muy precisa, incluso a grandes distancias. Es utilizada como arma de apoyo para la Protección Civil. Es un arma rápida, pero a diferencia de la primera parte esta carece de disparo secundario. En total, lleva 168 balas en cargadores de 18.

- Colt Python en .357 Magnum: Es un poderoso revólver que es tan preciso como la USP, pero de increíble potencia. Sus desventajas son que se encuentran pocas balas de esta arma, su tambor es de solo 6 balas y tiene menos cadencia de disparo efectivo (debido al retroceso que desvía el arma y se debe volver a apuntar).

### Grupo III: Armas medianas
- MP7 con lanzagranadas: Un subfusil equipado con lanzagranadas muy útil contra ciertas amenazas, pero es impreciso en largas distancias. Con la acción secundaria se dispara el lanzagranadas.

- Fusil de inducción Combine (fusil de pulso) : Un avanzado fusil de asalto utilizado por los soldados de la Alianza. Su munición está compuesta de un material que aparentan ser barras de un metal exótico, calentado al punto de fusión dividido y disparado en pequeños trozos cargados de alta energía asemejándose a las armas de los vehículos. Es un arma de potencia notable, algo más lenta que el subfusil MP7 y con un cargador automático que recarga el arma rápidamente, aunque su precisión es algo mejor que esta. La función de disparo secundario de esta arma consiste en el lanzamiento de una esfera de energía singular, extremadamente potente que desintegra todo lo que toca, rebotando en paredes y techos.

Nota: en la beta de Half-Life 2, este fusil iba a lanzar bengalas, pero se canceló y en el Half-Life 2 original se introdujo como fusil de pulso.

### Grupo IV: Armas de apoyo
- Escopeta de Asalto Franchi Spas-12: Es una escopeta de corredera/semiautomática. Es muy poderosa a distancias cortas y muy imprecisa a largas distancias. Con la acción secundaria se disparan dos cartuchos, pero tarda más en recargar. Se obtiene en el capítulo sexto, "No vamos a Ravenholm", y demuestra ser un arma muy eficaz contra los zombis, acabando con ellos en muy pocos disparos.
- Ballesta: Compuesta por diversas piezas de metal en mal estado (trozos de varilla para construcción). Calienta varas de hierro intensificando el efecto de su impacto. Su potencia y precisión la hacen excelente a media y larga distancia (con el disparo secundario se activa la mira telescópica), pudiendo matar de un flechazo a casi cualquier monstruo o persona. Por el contrario, tarda mucho en recargar, lo que la hace ineficaz en enfrentamientos cara a cara, debido a que se pierde mucho tiempo entre disparo y disparo.

### Grupo V: Explosivos
- Granada de fragmentación: Granadas de fragmentación de las cuales se pueden llevar hasta 5. Cuanto más se retrase el lanzamiento de una granada, tardará menos en explotar, incluso llegando a explotar en la mano al propio jugador. El motor físico del juego amplía sus capacidades, añadiendo diversas posibilidades de interacción con el entorno.

- Lanzamisiles: Un poderoso lanzamisiles guiados por láser, que produce una demoledora explosión. Su desventaja es que tan solo se pueden llevar 3 misiles. Útil para derribar helicópteros, naves de combate y zancudos (Striders).

### Grupo VI: Varios
- Ferópodo : Son feromonas de una Hormiga León guardiana. Al lanzarlos, se libera una sustancia que atrae a las hormigas león; estas se dirigen hacia el punto donde ha caído eliminando a los enemigos que se hallen por el camino. Si las hormigas león mueren, aparecen más. Las esporas que lanzan pueden aturdir por unos momentos a los enemigos lo que los vuelve blancos fáciles. Tiene dos modos de uso. Con el ataque primario se lanza el ferópodo, haciendo que las hormigas vayan hacia donde haya caído. Con el secundario, se oprime, haciendo que las hormigas vayan a tu posición.

Nota: El ferópodo no sirve con las hormigas león cuando hay un Hormiga León Guardiana. Al final del capítulo Nova Prospekt, el arma se sigue teniendo, pero se torna inútil ya que no hay más Hormigas León para controlar.

## Banda sonora
| - 1. "Hazardous Environments" (Valve Theme [Long Version]) - 01:26 - 2. "CP Violation" - 01:47 - 3. "The Innsbruck Experiment" - 01:09 - 4. "Brane Scan" - 01:42 - 5. "Dark Energy" - 01:34 - 6. "Requiem for Ravenholm" - 00:35 - 7. "Pulse Phase" - 01:11 - 8. "Ravenholm Reprise" - 00:54 - 9. "Probably Not A Problem" - 01:28 - 10. "Calabi-Yau Model" - 01:48 - 11. "Slow Light" - 00:46 - 12. "Apprehension and Evasion" - 02:19 - 13. "Hunter Down" - 00:17 - 14. "Our Resurrected Teleport" - 01:13 - 15. "Miscount Detected" - 00:50 - 16. "Headhumper" - 00:10 - 17. "Triage at Dawn" - 00:47 - 18. "Combine Harvester" - 01:27 - 19. "Lab Practicum" - 02:56 - 20. "Nova Prospekt" - 01:59 - 21. "Broken Symmetry" - 01:05 - 22. "LG Orbifold" - 02:54 - 23. "Kaon" - 01:13 - 24. "You're Not Supposed to Be Here" - 02:43 - 25. "Suppression Field" - 00:57 - 26. "Hard Fought" - 01:17 | - 27. "Particle Ghost" - 01:42 - 28. "Shadows Fore and Aft" - 01:28 - 29. "Neutrino Trap" (Hurricane Strings) - 01:37 - 30. "Zero Point Energy Field" (Cavern Ambiance) - 01:44 - 31. "Echoes of a Resonance Cascade" (Space Ocean) - 01:40 - 32. "Black Mesa Inbound" (Vague Voices) - 02:15 - 33. "Xen Relay" (Threatening Short) - 00:41 - 34. "Tracking Device" (Credits / Closing Theme) - 01:05 - 35. "Singularity" (Traveling Through Limbo) - 01:21 - 36. "Dirac Shore" (Dimensionless Deepness) - 01:28 - 37. "Escape Array" (Electric Guitar Ambiance) - 01:29 - 38. "Negative Pressure" (Steam in the Pipes) - 01:59 - 39. "Tau-9" (Drums and Riffs) - 02:08 - 40. "Something Secret Steers Us" (Nuclear Mission Jam) - 02:04 - 41. "Triple Entanglement" (Sirens in the Distance) - 01:34 - 42. "Biozeminade Fragment" (Alien Shock) - 00:34 - 43. "Lambda Core" (Diabolical Adrenaline Guitar) - 01:44 - 44. "Entanglement" - 00:39 - 45. "Highway 17" - 00:59 - 46. "A Red Letter Day" - 00:39 - 47. "Sand Traps" - 00:34 - 48. "CP Violation (Remix)" - 01:45 - 49. "Trainstation PT. 1" - 01:30 - 50. "Trainstation PT. 2" - 01:12 - 51. "Radio" 00:39 |

## Expansiones y secuelas
En octubre de 2005, Valve publicó Half-Life 2: Lost Coast, a través de Steam, y de manera gratuita para los poseedores de Half-Life 2. Half-Life 2: Lost Coast está basado en uno de los capítulos de Half-Life 2, llamado "Carretera 17" (en inglés "Highway 17"), que fue desechado antes de que el juego saliera a la luz, y que serviría además como primera prueba para un nuevo efecto gráfico, el HDR o High Dynamic Range, que más tarde se usaría en futuros juegos de Valve. Más tarde, gracias a la gran aceptación que tuvo el sistema de comentarios del juego, Valve decidió usarlo en futuros juegos, como lo hizo con Half-Life 2: Episode One.

### Half-Life 2: Episodio Uno
En junio de 2006, después de casi cinco meses de anuncios y publicidad, Valve lanzó Half-Life 2: Episode One (Anteriormente conocida con el nombre en clave Aftermath), un videojuego independiente, y primero de una trilogía de episodios que expanden la saga.

### Half-Life 2: Episodio Dos
Aunque en un principio la fecha de lanzamiento era a finales de 2006, después de varios retrasos la fecha de salida fue el 10 de octubre de 2007. Salió a la venta en un pack llamado The Orange Box, que incluye: Half-Life 2, Half-Life 2: Episode One, Portal, Half-Life 2: Episode Two y Team Fortress 2, pero actualmente se puede comprar independientemente, al igual que el resto de los juegos del pack.
Técnicamente Half-Life 2: Episode Two iba a salir en dos packs, la orange box (hl2:ep2, hl2:ep1, hl2, portal y team fortress 2) y black box (hl2: ep2, portal y team fortress 2) pero se canceló black box, ya que iba a tener un precio igual a la de la orange box (49,99 $) y vendrían menos juegos, así que valve incluyó en orange box pases de invitado, que era como una segunda copia de hl2 y hl2:ep1, aun así los fanes de la saga de valve Half-Life creían que debería haber salido a la venta la black box, pero al final se descubrió que orange box era la black box con el hl2 y hl2: ep1 regalados.

### Half-Life 2: Survivor

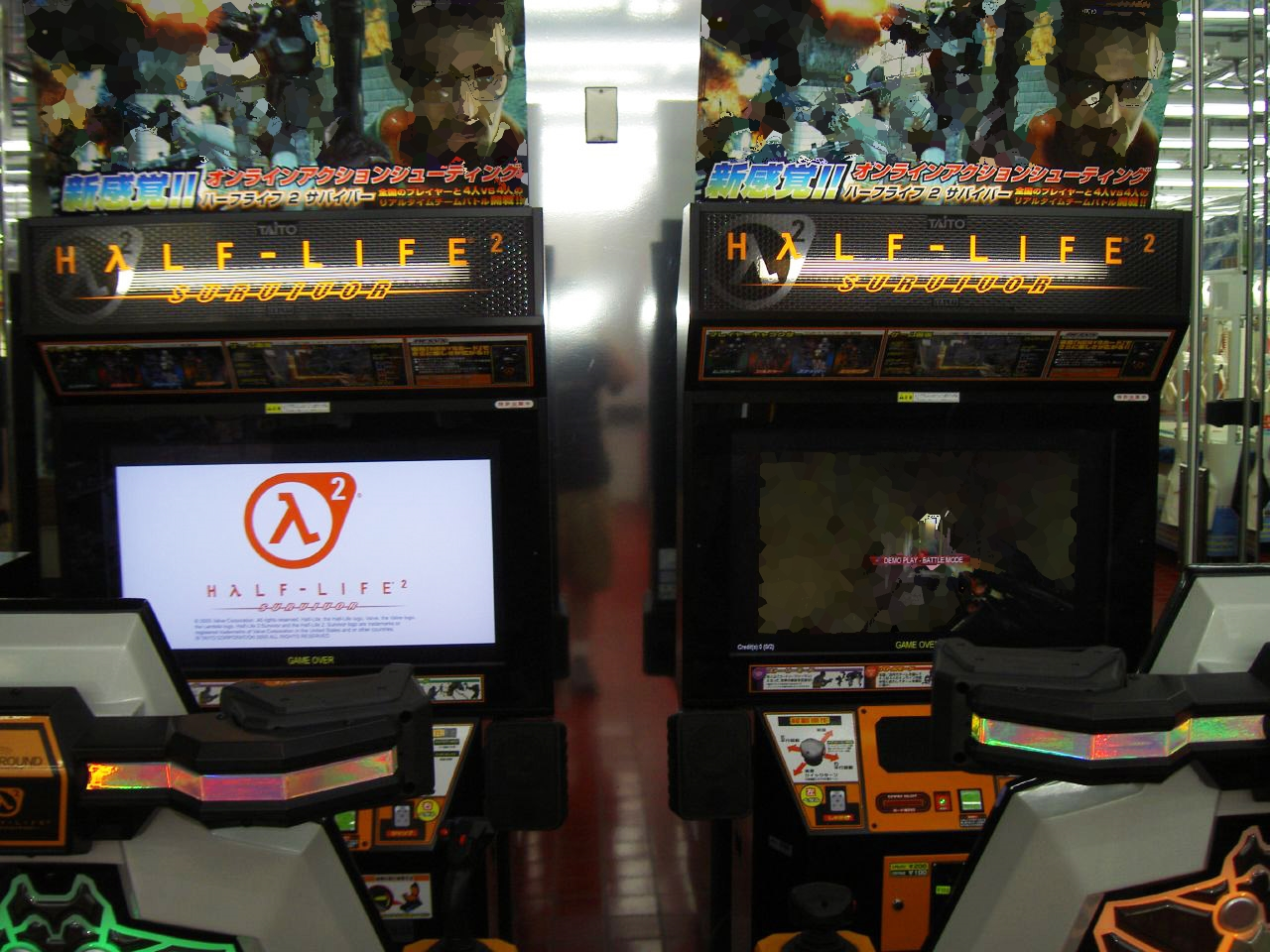
Dos máquinas Half-Life 2: Survivor.

Es el videojuego en modalidad arcade que salió al mercado el 28 de junio de 2006 en un sistema Taito Type X+ con una pantalla LCD de 32" de alta definición, corriendo a una resolución de 1360x768. El juego se controla con joysticks y pedales y ofrece tres modos de juego: Historia, Batalla y Misiones, cada uno con diferentes objetivos.

### Half-Life 2: Episodio Tres
Un tercer episodio se estableció para ser editado en un futuro, completando la trilogía. En junio de 2006, en una entrevista con Eurogamer, Gabe Newell reveló que los "episodios" de Half-Life 2 eran en esencia el Half-Life 3. Él argumentó que en lugar de hacer esperar a los fanes un tiempo muy largo para tener la secuela completa, Valve Corporation lanzaría el juego en episodios. Newell declaró que un título más exacto para estos episodios habría sido "Half-Life 3: Episode One" y así sucesivamente, habiéndose referido a los episodios como Half-Life 3 repetidamente durante la entrevista. En una entrevista en mayo de 2011 con Develop, Newell declaró que el modelo de episodios ha sido reemplazado por ciclos de desarrollo aún más cortos y actualizaciones continuas a través de Steam.

## Premios
El 7 de diciembre de 2012, Half Life 2 consiguió el Premio a Mejor Juego de la Década en los VGA (Spike Video Game Awards).

## Actualización del 20 aniversario
En noviembre de 2024, en conmemoración al 20 aniversario de Half-Life 2, Valve actualizó el juego en Steam con las siguientes novedades: 
- Corregir errores que llevaban años sin arreglar.
- Soporte para Steam Workshop (estando en la opción "extra").
- Mejoras Gráficas (filtros bicúbicos y niebla radial).
- Integración de Half-Life 2 Episode One, Episode Two al juego base. Y la demo técnica Loast Coast en la opción "extra" del juego base.
- El equipo de Valve grabó 3 horas y media de comentarios para el juego base y episodios de Half-Life 2.

Valve también lanzó un documental de dos horas sobre, no solamente la creación de Half-Life 2 sino también de la filtración de una demo por internet y también del intento de crear Steam, y que también incluye comentarios de los desarrolladores originales, diseñadores y artistas del juego. Dos días después del lanzamiento, Half-Life 2 alcanzó alrededor de 60.000 jugadores concurrentes en Steam.